# Campina da Lagoa
Campina da Lagoa is een gemeente in de Braziliaanse deelstaat Paraná. De gemeente telt 16.243 inwoners (schatting 2009).